# Veaceslav Iordan
Veaceslav Iordan (n. 12 iunie 1966, în Chircăiești, raionul Căușeni), este un politician moldovean, care a îndeplinit funcția de primar general interimar al municipiului Chișinău (ianuarie - iunie 2007).

## Biografia
Veaceslav Iordan s-a născut la data de 12 iunie 1966 în satul Chircăiești, raionul Căușeni. După absolvirea școlii medii din localitatea natală, în anul 1983 devine student la Facultatea de Inginerie a Academiei de Construcții în Gospodăria Comunală din orașul Harkov (Ucraina).
După un an de studii este înrolat în armată și își satisface stagiul militar obligatoriu în Armata Sovietică, în perioada anilor 1984-1986, în orașul Ahalcalaki (Georgia), situat la hotar cu Turcia, fiind șef de stație radio. În anul 1986 Veaceslav Iordan revine în Academie unde își continuă studiile, obținând diploma de inginer.
Activitatea profesională și-a început-o în calitate de inginer la Secția inginerie a Hotelului „Inturist” din Chișinău (1993-1998). În anul 1998 a fost angajat în funcția de șef al Serviciului de întreținere a edificiilor civile ale Căii Ferate a Moldovei. În anul 2000 este numit ca vicedirector general pe probleme sociale și construcții capitale la aceeași întreprindere, șef al Serviciului construcții capitale.

## Primar general interimar de Chișinău
În anul 2003 este ales consilier municipal de Chișinău pe listele Partidului Comuniștilor din Republica Moldova, apoi la data de 13 aprilie 2006 este ales în funcția de viceprimar al municipiului Chișinău. În noua funcție, a coordonat problemele infrastructurii gospodăriei comunale, drumurile, transportul, iluminatul public, serviciile funerare, spațiile verzi, fiind responsabil cu activitatea  “Termocom” S.A., “Apă-canal Chișinău” S.A., CET-1, CET-2, “Chișinău-gaz”.
Numirea primarului general interimar al municipiului Chișinău, Vasile Ursu, ca ministru a survenit cu doar patru luni înaintea alegerilor locale generale din luna mai, alegeri la care primarul interimar al Chișinăului își anunțase decizia de a nu candida. Vasile Ursu și-a înaintat demisia din funcția de primar general al municipiului Chișinău începând din data de 25 ianuarie 2007 și l-a împuternicit pe viceprimarul Veaceslav Iordan cu îndeplinirea funcției de primar general interimar al municipiului Chișinău.
Potrivit Regulamentului cu privire la activitatea organelor autoadministrării municipale, dreptul de a desemna primarul genral interimar al municipiului Chișinău îi revine șefului administrației Chișinău. Potrivit Agentiei Infotag, în ședința extraordinară a Consiliului Municipal Chișinău (CMC), mai mulți consilieri au pus la îndoială dreptul primarului interimar de a-și desemna succesorul, afirmând că aceasta este prerogativa Consiliului.
Într-un Top al celor mai influenți moldoveni alcătuit în anul 2006, Veaceslav Iordan s-a situat pe locul 10, în timp ce primarul interimar Vasile Ursu ocupa poziția a 19-a.
În anul 2005, pentru merite deosebite în muncă, Veceslav Iordan a fost decorat cu Ordinul Republicii. La alegerile locale din 3 iunie 2007, Veaceslav Iordan a obținut doar 27.62% din voturi, cu doar trei procente mai mult decât primul clasat (Dorin Chirtoacă), iar în turul doi de scrutin din 17 iunie 2007, în condițiile coalizării majorității partidelor din opoziție împotriva sa, a obținut doar 38.83% din voturi și a pierdut alegerile.
La data de 1 august 2007, Guvernul Republicii Moldova l-a numit pe Veaceslav Iordan în funcția de director general al Agenției "Apele Moldovei" .